# Prowincja Nadmorska (Kenia)
Prowincja Nadmorska (ang. Coast Province, suah. Mkoa wa Pwani) – jedna z 7 prowincji w Kenii. Położona w południowo-wschodniej części kraju, u wybrzeży Oceanu Indyjskiego, od północy graniczy z Prowincją Północno-Wschodnią, a od zachodu z prowincjami Wschodnią i Wielkiego Rowu.

## Podział administracyjny
Prowincja Nadmorska jest podzielona na 7 dystryktów.
| Dystrykt     | Stolica |
| ------------ | ------- |
| Kilifi       | Kilifi  |
| Kwale        | Kwale   |
| Lamu         | Lamu    |
| Malindi      | Malindi |
| Mombasa      | Mombasa |
| Rio Tana     | Hola    |
| Taita-Taveta | Voi     |